# Standpunkttheorie
Eine Standpunkttheorie sieht eine Abhängigkeit der Erkenntnisgewinnung von der Position innerhalb gesellschaftlicher Herrschaftsverhältnisse. Demnach bestimme die soziale Situiertheit einer Person, welche sich z. B. aus Geschlecht, Klasse, Behinderung, Ethnie zusammensetzt, zu welchem Wissen sie gelangen kann. Standpunkttheorien gehen davon aus, dass sich Objektivität in der Wissenschaft nur angenähert werden kann. Hierzu sei es notwendig, möglichst viele verschiedene Standpunkte in die Produktion von Wissen miteinzubeziehen.
Erste Standpunkttheorien entstanden ca. ab den 1920er Jahren und waren stark am Marxismus orientiert. Dementsprechend fokussierten sich diese auf den Standpunkt von Arbeitern. In den 1980er Jahren entwickelten sich zusätzlich dazu auch feministische Standpunkttheorien. Diese setzten sich zunächst vor allem mit dem Standpunk von Frauen auseinander, wurden aber nach und nach auch um eine intersektionale Komponente ergänzt.

## Begriffsbestimmung
Standpunkttheoretische Konzepte setzen in der Regel bei Georg Wilhelm Friedrich Hegels Herrschaft und Knechtschaft-Kapitel in der Phänomenologie des Geistes von 1807 an. Nach Hegel hat der Knecht einen erkenntnistheoretischen Vorteil gegenüber dem Herrn.
Mit der These des Bewusstseins ist die Antithese eines anderen Bewusstseins verknüpft. Beide stehen sich in einem paradigmatischen Kampf auf Leben und Tod gegenüber. Eines der beiden wird merken, dass es das Leben hoch schätzt, und daher den Kampf abbrechen. Es ist von nun an der Knecht und muss dem Herrn dienen. Der Knecht wird nun sowohl den Herrn als anderes Bewusstsein anerkennen als auch sich selbst im Produkt seiner Arbeit für den Herrn erkennen:

„Im Herrn ist ihm das Fürsichsein ein andres oder nur für es; in der Furcht ist das Fürsichsein an ihm selbst; in dem Bilden wird das Fürsichsein als sein eigenes für es, und es kommt zum Bewusstsein, dass es selbst an und für sich ist.“

Das Bewusstsein des Knechts wird somit in einem dialektischem Prozess in der Synthese zum Selbstbewusstsein. Zum wahren Selbstbewusstsein wird es allerdings erst, wenn es seine Todesfurcht überwindet.
Standpunkttheorien greifen die Ausführungen Hegels bezüglich der verschiedenen Wissensbestände von Herrscher und Knecht auf und verallgemeinern sie zu der Ansicht, dass jedes Wissen situiert sei. Das bedeutet, dass Standpunkttheorien davon ausgehen, dass das Wissen, welches ein Subjekt erlangen kann, maßgeblich davon abhängt, welche Position dieses Subjekt innerhalb der Sozialstruktur einer Gesellschaft einnimmt. Homogene Gruppen – wie beispielsweise eine rein männliche Gruppe von Wissenschaftlern – seien demnach zum Scheitern verurteilt, wenn sie Objektivität erreichen wollen, weil sie nur über bestimmte Wissensbestände verfügen und andere für sie nur schwer zu erreichen seien.
Darüber hinaus gehen Standpunkttheorien davon aus, dass Subjekte, die von Unterdrückung betroffen sind, ein sogenanntes epistemisches Privileg haben können. Dieses Privileg bezieht sich jedoch nicht auf den Zugang zu Wissen im Allgemeinen. Laut den Standpunkttheorien sind marginalisierte Gruppen dau gezwungen, die Welt aus zwei Perspektiven zu betrachten: Einerseits aus ihrer eigenen und andererseits aus der der Herrschenden, denen sie sich unterordnen müssen. So erleichtere etwa das unmittelbare Erleben von Diskriminierung die Erkenntnis, was Diskriminierung eigentlich bedeutet. Subjekte erhielten epistemische Privilegien allerdings nicht einfach nur dadurch, dass sie einer marginalisierten Gruppe angehören. Vielmehr müsse sich dieser Wissensvorteil erkämpft werden.
Aus dem Wissensvorteil, den Angehörige marginalisierter Gruppen erreichen können, schließen Standpunkttheorien, dass ihrer Kritik besonderes Gehör geschenkt werden müsse. Aus Sicht der Verfechter von Standpunkttheorie wird dies vor allem im Wissenschaftsbetrieb noch zu wenig getan. Hier werde am herkömmlichen Verständnis von Objektivität und Neutralität festgehalten und geleugnet, dass die Situiertheit von Subjekten sich auf deren Möglichkeiten, bestimmtes Wissen zu erlangen, auswirke. Laut Sandra Harding führt dies dazu, dass in der Wissenschaft oftmals nur partikulare Perspektiven als universell dargestellt werden. Diese Umdeutung sichere Hegemonie und unterstütze die herrschende Meinung.

## Marxistische und an Marx anknüpfende Standpunkttheorien
Karl Marx hat Hegels Philosophie auf den Produktionsprozess im Kapitalismus bezogen, in der sich Herr und Knecht – Kapitalisten und Proletarier – in einer organisierten gesellschaftlichen Beziehung als Klassen gegenüberstehen. Aus der Perspektive des Proletariers ist der Ablauf des Produktionsprozesses prinzipiell verfügbar, da seine Anstrengung die Beziehung zwischen Selbst und Gegenstand erst hervorbringe. Vom Standpunkt der herrschenden Klasse hingegen seien die tatsächlichen Praktiken und die hierfür erforderlichen materiellen Bedingungen nicht sichtbar. Aus der Perspektive des Proletariats resultiere sein Klassenbewusstsein und der damit verbundene Klassenkampf, wenn es von der Klasse an sich zur Klasse für sich werde.
Im englischen Sprachgebrauch gibt es für den Ansatz, der vom Standpunkt der Arbeiter ausgeht, den Begriff Workerism. Im italienischen Operaismus wurde davon ausgegangen, dass die Geschichte hauptsächlich durch Arbeiter bestimmt werde.
Einen radikalen Klassenstandpunkt nahm die Proletkult-Bewegung (1917–1925) ein. Ihr Haupttheoretiker Alexander Bogdanow forderte in seinem Buch Die Wissenschaft und die Arbeiterklasse die Schaffung eigener proletarischer Universitäten sowie die Entwicklung einer eigenen proletarischen Wissenschaft vom Arbeiterstandpunkt aus. Die Perspektive eines einzelnen Individuums bleibe notwendigerweise stets fragmentarisch, sodass die Realität nur vom Standpunkt eines Kollektivs aus wirklich erfahrbar werde.
Nach Meinung der meisten Fachleute konzipierte Georg Lukács  in Geschichte und Klassenbewußtsein die erste Standpunkttheorie im engeren Sinne. In diesem Aufsatz ist das erste Mal von einem „Standpunkt des Proletariats“ die Rede. Laut Lukácz kann nur das Proletariat als ausgebeutete Klasse den Kapitalismus in seinem vollen Umfang verstehen, sodass sein Wissen sogar über wissenschaftlichem Wissen stehe. Hieraus zieht Lukász auch den Schluss, dass das Proletariat als einziges dazu in der Lage sei, die vom Kapitalismus erzeugte Illusion einer gerechten Produktionsweise mittels einer Revolution zu zerstören.
Im Jahr 1980 schrieb der Historiker Howard Zinn das Geschichtslehrbuch A People’s History of the United States, welches die Geschichte der Vereinigten Staaten von Amerika aus der Perspektive der innerhalb der Geschichtswissenschaft sonst häufig Unberücksichtigten darstellen soll. Versuche wie der von Zinn, Geschichte vom Standpunkt der Machtlosen und Diskriminierten aus darzustellen, werden Geschichte von unten genannt.
Nach Pierre Bourdieu beruhen die Machtverhältnisse einer Gesellschaft, die sich unter anderem im Raum der Lebensstile zeigen, auf der Verfügung von Klassen über Kapitalsorten. Bourdieus Standpunkttheorie ist eine der Kritik an der von ihm so genannten Scholastik, der scheinbar voraussetzungslosen und folgenlosen Erkenntnisproduktion, die aber in Wirklichkeit auf inkorporiertem, d. h. verinnerlichtem Bildungskapital des familiären Umfeldes beruhe. Die scholastische Situation sei ein Ort und ein Zeitpunkt sozialer Schwerelosigkeit. Es sei wichtig, dass die Subjekte der Objektivierung sich selber objektivieren und damit den einem Akteur bzw. einer Klasse möglichen Bewusstseins- und Handlungsspielraum ausnutzen.

## Feministische Standpunkttheorie
Die feministischen Standpunkttheorien kritisieren androzentrische Weltanschauungen, in deren Zentrum Männer stehen, beziehungsweise Männlichkeiten als Maßstab und Norm verstanden werden. Darüber hinaus vertreten sie die Position, dass aufgrund der patriarchalen Herrschaftsverhältnisse Frauen einen objektiveren Zugang zu bestimmten Bereichen der Welt hätten. Bekanntere feministische Theoretikerinnen der Standpunkttheorie sind Nancy Hartsock, Sandra Harding und Dorothy Smith.
Donna Haraway gilt als Vorreiterin der feministischen Standpunkttheorie. Sie formulierte eine Kritik an der nur scheinbaren Objektivität der (patriarchalen) Wissenschaft, die nicht die soziale Situiertheit von Wissen mitbedenke. Laut Haraway stehen Forschende immer in einer Beziehung zu den von ihnen beforschten Entitäten. Dementsprechend sei es nicht möglich, Objekte aus einer neutralen Vogelperspektive heraus zu untersuchen. Haraway spricht in diesem Zusammenhang vom „Gottes-Trick“, da der Wissenschaftler so täte, als nähme er eine Position außerhalb des Forschungsobjektes ein, als sei sein Standpunkt erhaben und gottähnlich.
Sandra Harding unterscheidet zwischen einer starken und einer schwachen Objektivität. Schwache Objektivität nennt Harding das nach wie vor dominante Objektivitätsverständnis, nach dem Wissen unabhängig von derjenigen Person sei, die es generiert, und Wissenschaftler demnach auch ohne die Berücksichtigung ihres Standpunkts objektive Erkenntnisse gewinnen könnten. Starke Objektivität zeichnet sich Harding zufolge demgegenüber dadurch aus, dass Forscher ihre eigene soziale Gruppenzugehörigkeit in die wissenschaftliche Arbeit bewusst miteinbeziehen. Die Forschung sollte dabei bei den dominierten Gruppen beginnen, weil deren Perspektive in Forschungen, die sich an einer schwachen Objektivität orientieren, zu kurz käme. Harding fordert von Angehörigen dominanter Gruppen ein verräterisches Bewusstsein, womit die eigene Arroganz und Ignoranz gegenüber dominierten Gruppen beendet werden solle. Allerdings müsse auch berücksichtigt werden, dass Menschen gleichzeitig verschiedenen Gemeinschaften angehörten und somit oftmals gleichzeitig dominierten und dominanten Gruppen zugehörig seien. Für Harding ist Objektivität dabei immer ein Idealzustand, der niemals vollständig erreicht werden könne. Ihm könne nur nahe gekommen werden, indem möglichst viele unterschiedliche Menschen mit verschiedenen Perspektiven an der Produktion von Wissen teilhaben.
Innerhalb der neueren Frauen- und Geschlechterforschung wurde die klassische feministische Standpunkttheorie inzwischen um einen intersektionalen Ansatz ergänzt. Die neuere feministische Standpunkttheorie erweitert die Analyse aus der Perspektive bzw. dem Standpunkt von Frauen um die Perspektiven anderer marginalisierter Gruppen. Dieser Entwicklung liegt die Erkenntnis zugrunde, dass bei der Analyse von Ungleichheit und Machtverhältnissen neben Geschlecht auch andere soziale Strukturkategorien wie Klasse, sexuelle Orientierung und Ethnizität wichtig sind. Demnach gibt es nicht nur einen feministischen Standpunkt (den von Frauen allgemein), sondern mehrere Standpunkte, etwa die Perspektive schwarzer, lesbischer oder armer Frauen. Beispielsweise hat Patricia Hill Collins einen Standpunkt schwarzer Frauen in Abgrenzung zum Ansatz der klassischen feministischen Standpunkttheorie entwickelt, um nicht nur sexistische, sondern auch rassistische, kolonialistische und eurozentrische Machtverhältnisse zu beleuchten. Ihr Ansatz der Outsider Within geht von der Position schwarzer Wissenschaftlerinnen aus. Diese würden in weiß dominierten Gesellschaften andere Erfahrungen machen als ihre weißen Kolleginnen und Kollegen, sodass sie auch im Wissenschaftsfeld Außenseiterinnen seien. Diese Position hat laut Hill Collins aber den Vorteil, dass schwarze Wissenschaftlerinnen eher dazu in der Lage seien, althergebrachte Denkmuster kritisch zu hinterfragen. Diese seien für Insider in aller Regel selbstverständlich. Die somit vollständigere Perspektive schwarzer Wissenschaftlerinnen könne daher produktiv zur Produktion neuen Wissens beitragen.